# Jaap Leemhuis
Jacob Pieter "Jaap" Leemhuis (Bilthoven, 4 december 1941 – Den Haag, 19 september 2014) was een  Nederlands hockeyer.

## Loopbaan
Leemhuis speelde in de jaren zestig 61 interlands voor de Nederlandse hockeyploeg. Hij maakte deel uit van de selecties die deelnamen aan de Olympische Spelen van 1960 (9de plaats) en 1964 (7de plaats). In clubverband speelde Leemhuis voor de Stichtse Cricket en Hockey Club (SCHC) uit zijn geboorteplaats. Bij deze club won hij in 1959 het landskampioenschap. 
Leemhuis overleed op 72-jarige leeftijd in zijn woonplaats Den Haag.
Wim de Beer · 
Patrick Buteux van der Kamp · 
Carel Dekker · 
Thom van Dijck · 
Jan-Willem van Erven Dorens · 
Frans Fiolet · 
Jan van Gooswilligen · 
Egbert de Graeff · 
Freddie Hooghiemstra · 
Jaap Leemhuis · 
Gerard Overdijkink · 
Gerrit de Ruiter · 
Theo Terlingen · 
Theo van Vroonhoven · 
Hans Wagener · 
Eddie Zwier · 
Coach: Jan Anjema
Joost Boks · 
Charles Coster van Voorhout · 
John Elffers · 
Frans Fiolet · 
Jan Piet Fokker · 
Jan van Gooswilligen · 
Francis van 't Hooft · 
Arie de Keyzer · 
Leendert Krol · 
Jaap Leemhuis · 
Chris Mijnarends · 
Erik van Rossem · 
Nico Spits · 
Theo Terlingen · 
Jan Veentjer · 
Jaap Voigt · 
Theo van Vroonhoven · 
Frank Zweerts ·
Coach: Piet Bromberg